# Taravai
Taravai ist die zweitgrößte der Gambierinseln in Französisch-Polynesien.

## Geographie
Sie liegt zwei Kilometer südwestlich von Mangareva. 
Taravai ist 5,7 km² groß, der höchste Punkt der Insel liegt 256 m über dem Meeresspiegel. Die Insel hat neun Bewohner (2012), einzige Ortschaft ist Agakono, an einer Bucht im Osten gelegen.

## Geschichte
Die Insel wurde 1797 von James Wilson entdeckt. Die verhältnismäßig große Kirche Saint Gabriel, gebaut 1868, ist ein Überbleibsel der katholischen Missionierung der Gambierinseln in der ersten Hälfte des 19. Jahrhunderts durch den französischen Orden „Pères et religieuses des Sacrés-Cœurs de Picpus“ (oder auch „Picpusiens“, benannt nach dem Ordenssitz in der Picpus-Straße in Paris). Auf der heute fast menschenleeren Insel lebten einstmals 2.000 Menschen. 
Die üppige Vegetation beschränkt sich auf den schmalen Küstenstreifen. Mit zunehmender Höhe wird der Bewuchs spärlicher, die Bergspitzen der stark profilierten Insel sind arid.